# Distrito Escolar Creighton
El  Distrito Escolar de Educación Primaria Creighton (Creighton Elementary School District o Creighton School District #14) es un distrito escolar del Condado de Maricopa, Arizona. Tiene su sede en Phoenix.
A partir de 2012 la mayoría de los estudiantes habló español y fueron de familias de bajos ingresos.
En 2014 los votantes del distrito se aprobó fondos adicionales por el distrito.